# 自衛隊体育学校

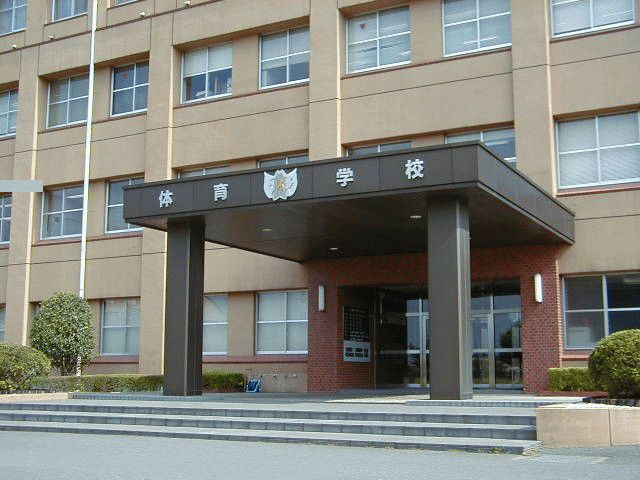
自衛隊体育学校

自衛隊体育学校（じえいたいたいいくがっこう、JSDF Physical Training School）は、陸上自衛隊朝霞駐屯地内に設置されている、陸上自衛隊・海上自衛隊・航空自衛隊の共同の機関の一つである。自衛隊員の体育指導に必要な知識および技能を習得させるための教育訓練を行うとともに、体育に関する調査研究を行うことを任務とする。

## 概要
1964年東京オリンピックの開催を控え、江﨑真澄防衛庁長官の発案により戦前の陸軍戸山学校をモデルにして計画され、「部隊等における体育指導者の育成」「オリンピック等国際級選手の育成」「体育に関する調査研究」の三つを目標に掲げて1961年（昭和36年）に設立された。下記に示すように、現在までにオリンピック金メダリストを含む多くの選手を輩出している。
専用のグラウンド・体育館・屋内プール・射撃場など充実した設備を保有している。また、自衛隊で唯一、馬を飼育しているため、馬術が必須である近代五種競技の訓練も可能である。
体育学校に対する指揮監督は、陸上幕僚長を通じて行われる。

## 沿革
- 1961年（昭和36年）8月17日：東京都練馬区大泉学園町の陸上自衛隊朝霞駐屯地内に設置[4]。
- 2007年（平成19年）3月：スポーツ科学科を新設。
- 2016年（平成28年）3月28日：冬季戦技教育隊隷下の特別体育課程教育室を冬季特別体育教育室として隷下に編合[5]。
- 2017年（平成29年）4月12日：カヌーおよび女子ラグビーが基幹要員集合訓練から特別体育教育課程に変更され、第2教育課に女子ラグビー、カヌー両班を編成[6][7]。

## 組織および設置されている課程
- 企画室
- 総務課
- 第1教育課: 部隊の体育指導者を育成する課程[8]。
  - 幹部（曹）体育課程：体育指導官として必要な知識・技能を修得させる。
  - 幹部（曹）格闘課程：自衛隊格闘術指導官として必要な知識・技能を修得させる。
- 第2教育課（特別体育課程）：オリンピックをはじめとする国際大会の選手要員として自衛官を育成する課程。略称「特体」。特体生は一般の自衛官の任務である災害派遣や演習訓練などは免除されており[8]、競技だけに専念できる体育特殊技能者として扱われる。一方で日常生活において厳正な自己管理が求められ、食堂も一般隊員とは別個のものが設けられている。1年単位で入れ替えが行われており[注釈 1]、成果を出せない隊員は退校（一般部隊への異動）を命ぜられる。2022年（令和4年）4月現在、155名在籍している[10]。
  - 体育特殊技能者：大学または高等学校で優秀な競技成績[注釈 2]を収めた者の中から、主にスカウトによって採用される。採用時に大学卒業者には2（等陸・海・空）曹、大学院修了者には1曹、それ以外で20歳以上の者には3曹の階級が指定される[11]。2022年（令和4年）の入校者数は14名[10]。
  - 一般曹候補生・自衛官候補生：一般隊員として入隊し、半年間の新隊員教育期間を経て一般部隊に配属された後、約5か月間の特別体育課程学生候補者集合訓練を受けて訓練中の選考に残った者が採用される。2022年の入校者数は17名[10]。
- スポーツ科学科
- 管理科
- 冬季特別体育教育室[12]（真駒内駐屯地）

## 主要設備
主な訓練設備は次のとおりである。
- 総合体育館
- 球技体育館
- 陸上競技場（陸連公認 全天候型）
- ラグビー・サッカー場
- 屋内水泳訓練場（水連公認 50メートル）
- アーチェリー訓練場
- 屋内射撃場
- 馬術訓練場

## 対象競技種目
- 第2教育課
  - レスリング
  - ボクシング
  - 柔道
  - アーチェリー
  - 射撃（ライフル・ピストル）
  - ウェイトリフティング
  - 陸上（マラソン・競歩）
  - 水泳
  - 近代五種
  - カヌー（スプリント競技）
  - 女子ラグビー（7人制）
- 冬季特別体育教育室
  - バイアスロン
  - クロスカントリースキー

## 主要幹部
| 官職名             | 階級    | 氏名     | 補職発令日     | 前職                                 |
| ------------------ | ------- | -------- | -------------- | ------------------------------------ |
| 自衛隊体育学校長   | 陸将補  | 江頭豊一 | 2025年03月24日 | 陸上自衛隊中央会計隊長               |
| 副校長 兼 企画室長 | 1等陸佐 | 関口景   | 2023年12月22日 | 防衛大学校教授                       |
| 第2教育課長        | 1等陸佐 | 長岡睦   | 2021年03月18日 | 陸上幕僚監部防衛部施設課環境保全班長 |

| 代 | 氏名     | 在職期間                | 出身校・期              | 前職                                                                | 後職                                           |
| -- | -------- | ----------------------- | ----------------------- | ------------------------------------------------------------------- | ---------------------------------------------- |
| 01 | 佐野常光 | 1961.8.17 - 1963.7.31   | 陸士42期・ 陸大54期     | 西部方面総監部幕僚長 →1961.7.17 東部方面総監部付                    | 陸上幕僚監部付 →1963.8.5 死去（自殺）          |
| 02 | 吉井武繁 | 1963.8.1 - 1965.3.15    | 東京帝国大学 昭和10年卒 | 陸上自衛隊業務学校長 兼 小平駐とん地司令 →1965.1.1 陸将昇任         | 第5師団長                                      |
| 03 | 吉池重朝 | 1965.3.16 - 1967.3.15   | 東京商科大学 昭和12年卒 | 東京オリンピック支援集団司令部総務部長 →1964.11.20 自衛隊体育学校付 | 陸上幕僚監部付 →1967.7.1 退職                  |
| 04 | 森川竹雄 | 1967.3.16 - 1970.3.15   | 陸士50期                | 自衛隊体育学校副校長 →1968.1.1 陸将補昇任                           | 陸上自衛隊富士学校副校長                       |
| 05 | 梶原守光 | 1970.3.16 - 1973.3.16   | 陸士53期                | 自衛隊京都地方連絡部長                                              | 退職                                           |
| 06 | 西田秀男 | 1972.3.16 - 1973.3.15   | 陸経1期                 | 札幌オリンピック支援集団長 →1973.1.1 陸将昇任                       | 陸上自衛隊関西地区補給処長 兼 宇治駐とん地司令 |
| 07 | 八木正忠 | 1973.3.16 - 1974.3.15   | 陸士54期                | 第1空挺団長 兼 習志野駐とん地司令                                   | 陸上幕僚監部付 →1974.4.1 退職                  |
| 08 | 森肇雄   | 1974.3.16 - 1976.8.1    | 陸士54期                | 陸上自衛隊幹部学校研究部長                                          | 陸上幕僚監部付 →1977.1.1 退職                  |
| 09 | 宮田朋幸 | 1976.8.2 - 1978.3.31    | 陸士58期                | 陸上幕僚監部第3部副部長                                             | 陸上幕僚監部付 →1978.7.1 退職                  |
| 10 | 柴田繁   | 1978.4.1 - 1980.3.16    | 陸士59期                | 防衛大学校訓練部訓練課長                                            | 陸上幕僚監部付 →1980.8.1 退職                  |
| 11 | 三上博康 | 1980.3.17 - 1981.3.15   | 海兵74期                | 第3教育団長 →1980.7.1 陸将昇任                                      | 陸上自衛隊東北地区補給処長                     |
| 12 | 湯野正雄 | 1981.3.16 - 1983.3.15   | 中央大学 昭和28年卒     | 陸上自衛隊幹部候補生学校副校長                                      | 陸上幕僚監部付 →1983.4.1 退職                  |
| 13 | 三井貞男 | 1983.3.16 - 1985.3.15   | 中央大学 昭和31年卒     | 第10師団司令部幕僚長                                                | 自衛隊宮城地方連絡部長                         |
| 14 | 高木重男 | 1985.3.16 - 1987.3.16   | 法政大学 昭和31年卒     | 第10師団副師団長 兼 守山駐屯地司令                                  | 退職                                           |
| 15 | 秦政美   | 1987.3.16 - 1989.3.16   | 防大1期                 | 陸上自衛隊幹部候補生学校副校長 兼 企画室長                          | 退職                                           |
| 16 | 樫山貢   | 1989.3.16 - 1993.3.23   | 防大3期                 | 第7師団副師団長 兼 東千歳駐屯地司令                                 | 北部方面総監部付 →1993.4.1 退職                |
| 17 | 三宅義信 | 1993.3.24 - 1997.3.25   | 法政大学 昭和37年卒     | 自衛隊体育学校副校長 兼 第2教育課長 →1993.4.1 陸将補昇任            | 陸上幕僚監部付 →1997.4.1 退職                  |
| 18 | 小林正勝 | 1997.3.26 - 1998.7.1    | 防大8期                 | 富士教導団長                                                        | 退職                                           |
| 19 | 髙橋佳嗣 | 1998.7.1 - 2001.1.10    | 防大11期                | 第1空挺団長 兼 習志野駐屯地司令                                     | 陸上自衛隊九州補給処長 兼 目達原駐屯地司令     |
| 20 | 水口勇   | 2001.1.11 - 2002.3.22   | 防大12期                | 第3師団副師団長 兼 千僧駐屯地司令                                   | 退職                                           |
| 21 | 那須誠   | 2002.3.22 - 2005.1.12   | 防大15期                | 陸上自衛隊小平学校副校長                                            | 退職                                           |
| 22 | 増田憲二 | 2005.1.12 - 2006.8.4    | 防大16期                | 第2施設団長                                                         | 退職                                           |
| 23 | 鈴木義長 | 2006.8.4 - 2008.11.30   | 防大20期                | 第3施設団長 兼 南恵庭駐屯地司令                                     | 第14旅団長                                     |
| 24 | 渥美晴久 | 2008.12.1 - 2010.12.1   | 防大20期                | 陸上自衛隊需品学校長 兼 松戸駐屯地司令                              | 退職                                           |
| 25 | 畑中誠   | 2010.12.1 - 2012.8.28   | 防大22期                | 北部方面後方支援隊長                                                | 退職                                           |
| 26 | 福田築   | 2012.8.28 - 2013.12.18  | 防大24期                | 第4師団副師団長 兼 福岡駐屯地司令                                   | 退職                                           |
| 27 | 保坂一彦 | 2013.12.18 - 2015.8.4   | 防大25期                | 第8師団副師団長 兼 北熊本駐屯地司令                                 | 退職                                           |
| 28 | 山中洋二 | 2015.8.4 - 2016.12.19   | 防大26期                | 富士教導団長                                                        | 退職                                           |
| 29 | 山中敏弘 | 2016.12.20 - 2018.3.27  | 防大28期                | 第2師団副師団長 兼 旭川駐屯地司令                                   | 退職                                           |
| 30 | 谷村博志 | 2018.3.27 - 2020.12.21  | 防大31期                | 自衛隊宮城地方協力本部長                                            | 退職                                           |
| 31 | 豊田真   | 2020.12.22 - 2022.12.22 | 防大33期                | 第1施設団長 兼 古河駐屯地司令                                       | 陸上自衛隊北海道補給処長 兼 島松駐屯地司令     |
| 32 | 髙木勝也 | 2022.12.23 - 2023.12.21 | 防大33期                | 第9師団副師団長 兼 青森駐屯地司令                                   | 退職                                           |
| 33 | 七嶋剛士 | 2023.12.22 - 2025.3.23  | 防大34期                | 富士教導団長                                                        | 退職                                           |
| 34 | 江頭豊一 | 2025.3.24 -             | 防大34期                | 陸上自衛隊中央会計隊長                                              |                                                |

## 著名な出身者

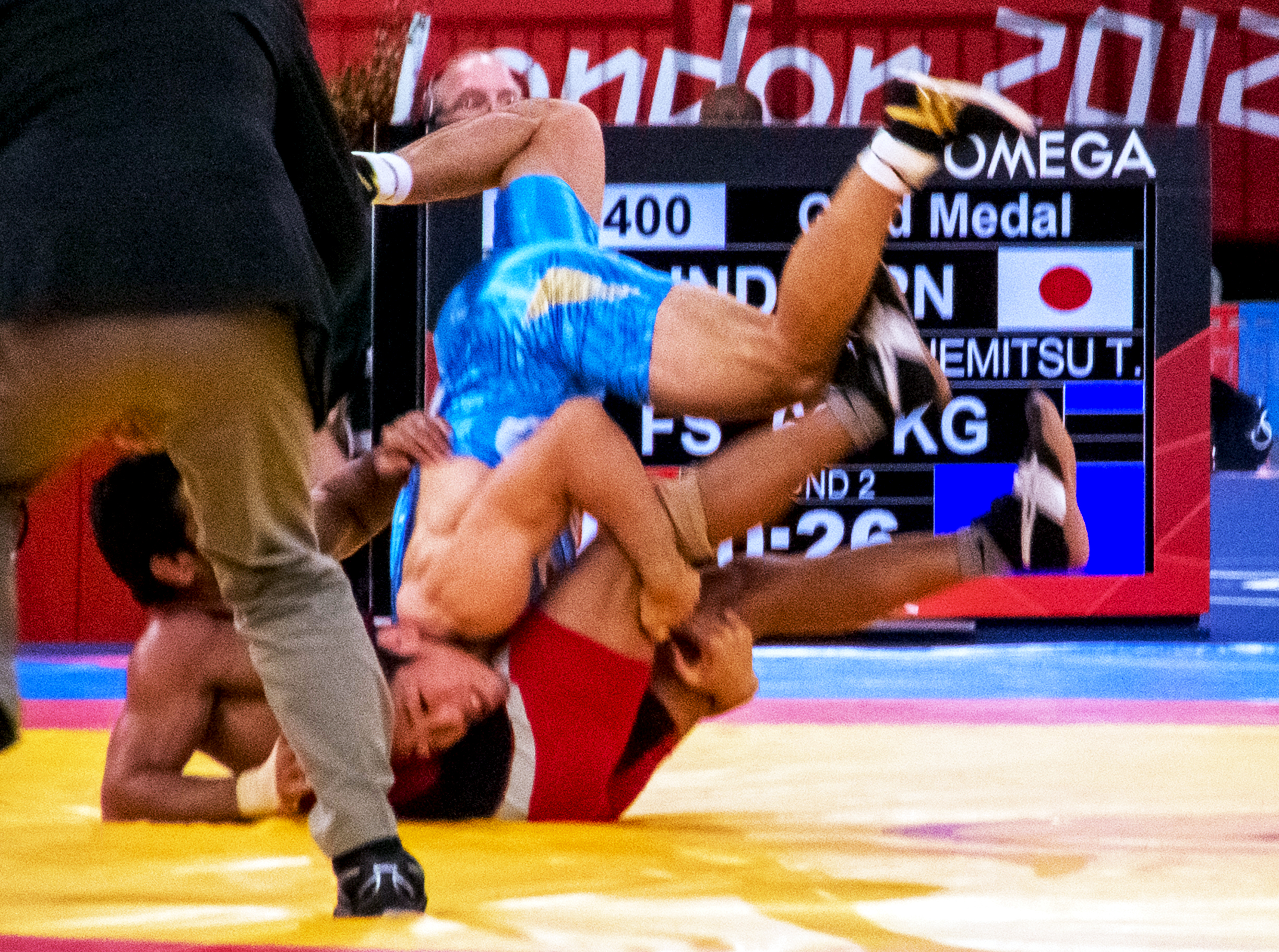
2012年ロンドン五輪レスリング競技・男子フリースタイル66kg級決勝戦で相手を持ち上げ、投げつけた瞬間の米満達弘（当時、3等陸尉）。この勝利で獲得した金メダルは日本にとって夏季大会通算400個目となった他、一大会で最多の38個目(当時)となるなど記録づくしであった。

| 競技種目              | 氏名       | 入校年 | 獲得五輪メダル | 主な後職                                 |
| --------------------- | ---------- | ------ | -------------- | ---------------------------------------- |
| マラソン              | 円谷幸吉   | 1962   | 銅             |                                          |
| 競歩                  | 山崎勇喜   | 2011   |                | 一般自衛官                               |
| 競歩                  | 荒井広宙   | 2013   | 銅             | 競歩選手（富士通所属）                   |
| 競歩                  | 谷井孝行   | 2014   |                | 体育学校教官                             |
| 競歩                  | 勝木隼人   | 2015   |                |                                          |
| 競歩                  | 河添香織   | 2018   |                | 一般自衛官                               |
| 中距離走              | 西村美樹   | 2007   |                |                                          |
| 柔道                  | 酒井英幸   | 1990   |                | 全日本コーチ                             |
| 柔道                  | 和泉強志   |        |                |                                          |
| 柔道                  | 池田ひとみ |        |                | 全日本女子ジュニアコーチ                 |
| 柔道                  | 小松崎弘子 | 2003   |                |                                          |
| 柔道                  | 平井希     |        |                |                                          |
| 柔道                  | 國原頼子   | 2008   |                | 高校柔道部コーチ                         |
| 柔道                  | 広村麻衣   | 2009   |                | 柔道選手（日本エースサポート所属）       |
| 柔道                  | 春山友紀   | 2013   |                |                                          |
| 柔道                  | 上野巴恵   | 2013   |                | 一般自衛官                               |
| 柔道                  | 濵田尚里   | 2013   | 金             |                                          |
| 柔道                  | 十田美里   | 2013   |                |                                          |
| 柔道                  | 金子瑛美   | 2014   |                |                                          |
| 柔道                  | 太田晴奈   | 2015   |                |                                          |
| 柔道                  | 山崎珠美   | 2016   |                |                                          |
| 柔道                  | 新添左季   | 2019   | 銀             | 体育学校教官                             |
| ウェイト リフティング | 三宅義信   | 1962   | 金・金・銀     | 体育学校長                               |
| ウェイト リフティング | 三宅義行   |        | 銅             | 体育学校教官                             |
| ウェイト リフティング | 高橋百合子 |        |                |                                          |
| ウェイト リフティング | 今鉾一恵   | 2005   |                |                                          |
| ウェイト リフティング | 岡林裕二   |        |                | プロレスラー                             |
| レスリング            | 金子正明   | 1968   | 金             |                                          |
| レスリング            | 中田茂男   |        | 金             |                                          |
| レスリング            | 平山紘一郎 |        | 銀・銅         | 体育学校教官                             |
| レスリング            | 江藤正基   |        | 銀             | 体育学校教官                             |
| レスリング            | 工藤政志   |        |                | プロボクサー                             |
| レスリング            | 森山泰年   |        |                |                                          |
| レスリング            | 宮原厚次   |        | 金・銀         | 全日本コーチ                             |
| レスリング            | 入江隆     |        | 銀             |                                          |
| レスリング            | 森巧       |        |                |                                          |
| レスリング            | 川崎明美   |        |                |                                          |
| レスリング            | 片山貴光   |        |                | 一般自衛官                               |
| レスリング            | 井上謙二   |        | 銅             | 日本レスリング協会 男子FS強化委員長      |
| レスリング            | 加藤賢三   |        |                |                                          |
| レスリング            | 斉藤貴子   |        |                |                                          |
| レスリング            | 米満達弘   |        | 金             | 日本レスリング協会 男子FSコーチ          |
| レスリング            | 清水博之   | 2004   |                |                                          |
| レスリング            | 小原日登美 | 2005   | 金             | 体育学校教官                             |
| レスリング            | 坂本真喜子 |        |                |                                          |
| レスリング            | 佐野明日香 | 2005   |                |                                          |
| レスリング            | 湯元進一   | 2007   | 銅             |                                          |
| レスリング            | 高塚紀行   | 2010   |                |                                          |
| レスリング            | 堀内優     | 2012   |                |                                          |
| レスリング            | 馬場菜津美 | 2014   |                |                                          |
| レスリング            | 入江ゆき   | 2015   |                | レスリング選手（佐賀県スポーツ協会所属） |
| レスリング            | 谷口周平   |        |                | プロレスラー                             |
| レスリング            | 本田多聞   |        |                | プロレスラー                             |
| レスリング            | 青木篤志   |        |                | プロレスラー                             |
| レスリング            | 杉浦貴     |        |                | プロレスラー                             |
| レスリング            | 中尾芳広   | 1994   |                | 総合格闘家、実業家                       |
| レスリング            | 高谷大地   | 2017   | 銀             |                                          |
| レスリング            | 乙黒圭祐   | 2019   |                |                                          |
| レスリング            | 乙黒拓斗   | 2021   | 金             |                                          |
| レスリング            | 石黒隼士   |        |                |                                          |
| 射撃                  | 蒲池猛夫   | 1962   | 金             | 体育学校教官                             |
| 射撃                  | 木場良平   |        | 銅             | 体育学校射撃班総監督                     |
| 射撃                  | 山下敏和   | 1999   |                |                                          |
| 射撃                  | 小西ゆかり | 2000   |                | 射撃選手（飛鳥交通所属）                 |
| 射撃                  | 谷島緑     |        |                |                                          |
| 射撃                  | 清水綾乃   |        |                |                                          |
| ボクシング            | 小林和男   | 1972   |                | プロボクサー（ロイヤル小林）             |
| ボクシング            | 本博国     | 1988   |                | オリンピック日本代表監督                 |
| ボクシング            | 佐藤幸治   | 2003   |                | プロボクサー                             |
| ボクシング            | 須佐勝明   | 2007   |                | 日本ボクシング連盟理事                   |
| ボクシング            | 川内将嗣   | 2008   |                |                                          |
| ボクシング            | 清水聡     | 2009   | 銅             | プロボクサー                             |
| ボクシング            | 鈴木康弘   | 2010   |                |                                          |
| ボクシング            | 成松大介   | 2012   |                | 日本ボクシング連盟理事                   |
| ボクシング            | 柏崎刀翔   | 2013   |                |                                          |
| ボクシング            | 藤田大和   | 2015   |                | 総合格闘家                               |
| ボクシング            | 伊藤沙月   | 2015   |                | プロボクサー                             |
| ボクシング            | 小村つばさ | 2015   |                | 体育学校教官                             |
| ボクシング            | 晝田瑞希   | 2015   |                | プロボクサー                             |
| ボクシング            | 並木月海   | 2017   | 銅             |                                          |
| ボクシング            | 坪井智也   | 2018   |                |                                          |
| ボクシング            | 馬場龍成   | 2018   |                | プロボクサー                             |
| ボクシング            | 森脇唯人   | 2019   |                |                                          |
| ボクシング            | 丸山忠行   |        |                | プロボクサー                             |
| ボクシング            | 瀬川幸雄   |        |                | プロボクサー                             |
| ボクシング            | 串木野純也 |        |                | プロボクサー                             |
| ボクシング            | 石井幸喜   |        |                | プロボクサー                             |
| 近代五種              | 平田栄史   |        |                |                                          |
| 近代五種              | 村上佳宏   |        |                |                                          |
| 近代五種              | 岩元勝平   | 2009   |                |                                          |
| 近代五種              | 山中詩乃   |        |                |                                          |
| 近代五種              | 島津玲奈   |        |                |                                          |
| 近代五種              | 佐藤大宗   | 2013   | 銀             |                                          |
| 近代五種              | 内田美咲   |        |                |                                          |
| 水泳                  | 髙桑健     |        |                |                                          |
| 水泳                  | 江原騎士   | 2016   | 銅             | 水泳選手（山本光学所属）                 |
| 水泳                  | 高橋航太郎 | 2016   |                |                                          |
| 水泳                  | 蝦名愛梨   | 2024   |                |                                          |
| アーチェリー          | 脇野智和   |        |                |                                          |
| フェンシング          | 山田優     | 2017   | 金             | フェンシング選手（山一商事所属）         |
| 7人制ラグビー         | 梶木真凜   |        |                |                                          |
|                       | 坂田信弘   | 1969   |                | ゴルフ指導者、劇画原作者                 |